# Oliver Kellogg

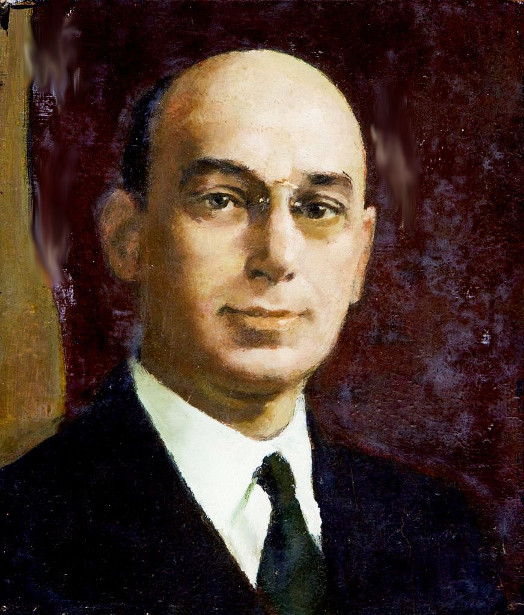
Oliver Dimon Kellogg (1878–1932)

Oliver Dimon Kellogg (* 10. Juli 1878 in Linwood, Pennsylvania; † 26. Juli 1932 in Greenville, Maine) war ein US-amerikanischer Mathematiker.

## Leben
Sein Vater Day Otis Kellogg war Literaturprofessor an der University of Kansas und Herausgeber der amerikanischen Ausgabe der Encyclopædia Britannica. Kellogg studierte ab 1895 an der Princeton University, wo er 1900 seinen Master-Abschluss machte und mit einem Kennedy-Stipendium erst an die Humboldt-Universität Berlin und dann 1901/02 an die Georg-August-Universität Göttingen ging. Kellogg wurde dort 1902 bei David Hilbert promoviert (Zur Theorie der Integralgleichungen und des Dirichletschen Prinzips). Danach war er Instructor in Princeton und ab 1905 an der University of Missouri, wo er 1910 Professor wurde. 1911 heiratete er. Im Ersten Weltkrieg war er wissenschaftlicher Berater an der Akademie der US-Küstenwache in New London in Connecticut, wo er an der Entdeckung von U-Booten arbeitete. 1919 wurde er Lecturer an der  Harvard University, 1920 Associate Professor und 1927 Professor. 1921 wurde er in die American Academy of Arts and Sciences gewählt. Er starb beim Klettern an einem Herzinfarkt.
Kellogg ist bekannt für seine Arbeiten zur Potentialtheorie, mit der er sich seit seiner Dissertation beschäftigte und über die er 1929 das klassische Lehrbuch Foundations of Potential Theory schrieb. 1922 verallgemeinerte er den brouwerschen Fixpunktsatz mit George David Birkhoff zum Satz von Birkhoff-Kellogg.
Zu seinen Studenten zählt Arthur Copeland.

## Schriften
- Foundations of Potential Theory. Grundlehren der Mathematischen Wissenschaften, Springer-Verlag 1967.